# Lug Poznanovečki
 Lug Poznanovečki  falu Horvátországban Krapina-Zagorje megyében. Közigazgatásilag Bedekovčinához tartozik.

## Fekvése
Zágrábtól 27 km-re északra, községközpontjától  2 km-re északkeletre a Horvát Zagorje területén fekszik..

## Története
1857-ben 92, 1910-ben 196 lakosa volt. Trianonig Varasd vármegye Zlatari járásához tartozott. A településnek 2001-ben 211 lakosa volt.

## Külső hivatkozások
Bedekovčina község hivatalos oldala